# Sasakia funebris
Sasakia funebris är en fjärilsart som beskrevs av John Henry Leech 1891. Sasakia funebris ingår i släktet Sasakia och familjen praktfjärilar. Inga underarter finns listade i Catalogue of Life.